# 卫儒梅
衛儒梅（法語：Jean-Joseph-Léon Talmier，1815年—1862年）是一位天主教遣使会法国传教士，天津仁慈堂养病院（望海楼天主堂前身）的创建者。

## 生平
1849年抵达中国。1862年病逝于天津。葬于北京正福寺天主教墓地。